# Påfuglen
|  | For den østrigske film fra 2024 med samme navn se Påfuglen (film). |
Påfuglen (Pavo) er et stjernebillede på den sydlige himmelkugle.